# Stridsvagn 103
Stridsvagn 103 (militärförkortning: strv 103), även känd som stridsvagn S (engelska: S-tank), är en svensk tornlös huvudstridsvagn från 1960-talet. Den är känd för sin unika konstruktion med ett tornlöst chassi. Kanonen är fast lagrad i chassit och riktning sker genom att hela fordonet manövreras. Stridsvagn 103 utvecklades i slutet av 1950- och början på 1960-talet och levererades till svenska armén mellan 1967 och 1971. Stridsvagn 103 utgjorde, tillsammans med Centurionvagnarna, huvuddelen av den svenska arméns pansartrupper fram till 1990-talet då de ersattes av stridsvagn 121 och stridsvagn 122.

## Historia
Konceptet för det som skulle bli stridsvagn 103 presenterades redan 1956 av Armétygförvaltningens Sven Berge. Det byggde på en billigare och lättare vagn som visade mindre målyta, eftersom kanonen lagrades fast i skrovet istället för i ett torn. Riktning av kanonen skedde genom bandsidriktning och en kontrollerbar upphängning för höjning och dumpning. Förslaget utvecklades vidare av Berge i samarbete med Bofors som ett framtida svenskt alternativ för en stridsvagn.
Efter skrotningen av stridsvagnsprojektet KRV under mitten av 1950-talet började den svenska armén diskutera utvecklingen av en ny generation stridsvagnar för att ersätta de brittisktillverkade Centurionvagnarna (strv 81 och 101).[källa behövs] AB Landsverk, Volvo och Bofors föreslog att återuppta KRV-projektet, men detta ansågs för dyrt. Istället påbörjades projekteringen av ett nytt projekt. Från detta togs 3 huvudalternativ fram:
- alternativ A / stridsvagn A – angloamerikansk utveckling – en tungt pansrad huvudstridsvagn i regi med amerikanska M48/brittiska Chieftain.
- alternativ T / stridsvagn T – tysk/fransk utveckling – en lättskyddad mobil huvudstridsvagn i regi med tyska Leopard 1/franska AMX-30.
- alternativ S / stridsvagn S – speciell/svensk utveckling – Sven Berges tornlösa huvudstridsvagn med fast lagrad kanon och hydraulisk bandriktning, det som kom att bli stridsvagn 103.

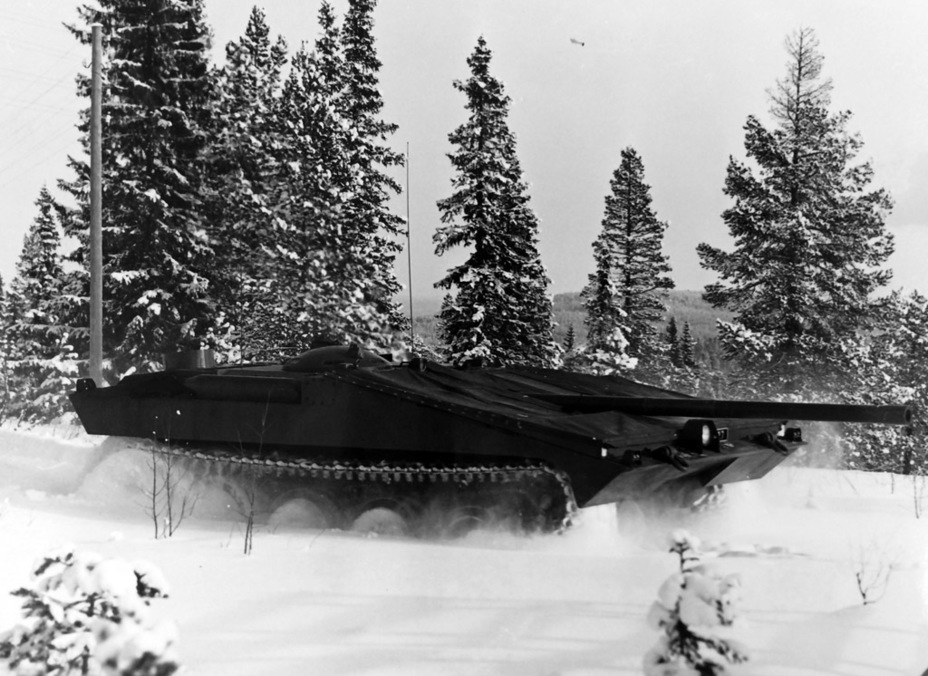
Strv 103 S2 prototyp.

Dessa alternativ ställdes mot varandra inför försvarsbeslutet 1958. Stridsvagn T föll bort ganska snabbt i tävlingen medan stridsvagn A och stridsvagn S togs vidare. Vid 1958 års försvarsbeslut antogs alternativ S för vidare utveckling och försök med testriggar påbörjades.
När dessa visade sig lyckade beställdes två prototyper av Bofors: försöksvagn S1 och försöksvagn S2, och vagnen döptes till stridsvagn 103 (det vill säga, tredje stridsvagnen i svenska armén med en kanonkaliber över 10 cm). Flera utförandes provades mellan prototyperna: strv S1A, S1B, S1C, S2A och S2B.
Proven med prototyperna S1 och S2 visade att vagntypen var väl passande för de svenska kraven och en förserie om 10 vagnar beställdes, kallade stridsvagn 103-0 eller "nollserien". Dessa provades under antal år med olika huvar för vagnchefen, olika siktesutrustning, simutrustning med mera fram tills 1966.
Åren 1967–1971 levererades 290 exemplar av Stridsvagn 103. Den maximala produktionstakten var sju vagnar per månad. Stridsvagn 103 tillfördes pansarbrigaderna Södra skånska brigaden (PB 7), Skånska dragonbrigaden (PB 8), Skaraborgsbrigaden (PB 9) och Norrbottens pansarbataljon (P 5).
Stridsvagn 103 utgick ur försvarsorganisationen 1997. Av totalt 302 tillverkade fordon har merparten skrotats, men en handfull fordon finns bevarade på museer både i Sverige och i utlandet.

## Konstruktion
Stridsvagn 103 hade inget torn, vilket gav en låg profil. Kanonen var fast lagrad i chassiet, vilket innebar att hela fordonet fick vridas för att rikta kanonen i sidled, och hela vagnen fick med hjälp av hydraulik höjas och sänkas för att rikta kanonen i höjdled. 
Den tornlösa designen var ett radikalt avsteg från den rådande förståelsen av hur stridsvagnar såg ut och fungerade, och den väckte internationell uppmärksamhet. Den hade både för- och nackdelar. Avsaknaden av torn gav vagnen en låg och flack profil, vilket gjorde den svårare att träffa och motståndskraftigare mot fientlig eld. God optik och kanonens stabila montering gjorde det också möjligt att skjuta snabbt och på långa avstånd med precision. Å andra sidan var det omöjligt att rikta kanonen för skott under färd, förutom rakt fram i färdriktningen. Detta ansågs dock vara en acceptabel nackdel, eftersom vagnar med rörliga torn visserligen kunde rikta sin kanon under färd men med så låg precision att även de normalt tvingades stanna inför skott. Ytterligare en unik detalj med Stridsvagn 103 var att en av de tre besättningsmännen satt vänd bakåt och hade egna styrmedel, för att kunna köra vagnen bort från fienden i hög hastighet utan att behöva blotta det tunnare sid- och bakpansaret.
Trots sin utformning var Stridsvagn 103 avsedd för anfallsstrid. Den svenska arméns pansarbrigader (PB 63), där Stridsvagn 103 ingick, var anfallsbrigader med uppgift att gå till motanfall mot fientliga brohuvuden och luftlandsättningar. Den doktrin som uttalades i dåtidens pansarreglemente beskriver ett aggressivt stridssätt, även i defensiva situationer. Utformningen av Stridsvagn 103, med dess låga profil, byggde på skydd snarare än defensivt uppförande.
Strv 103 var även fullständigt amfibisk då den med hjälp av en flytbälg kunde simma med 6 km/h.

### Förbisprungen av teknikutvecklingen
Åsikterna om huruvida Stridsvagn 103 var en framgång eller ett misslyckande går isär. När den konstruerades hade vagnen ett gott skydd, god eldkraft och god precision jämfört med många andra moderna stridsvagnar, och den tornlösa designen medförde flera fördelar utan alltför påtagliga nackdelar. Under 1970-talet började stridsvagn 103 halka efter i den teknologiska utvecklingen. Gyrostabilisering började införas på tornvagnar, som nu kunde skjuta med god precision i olika riktningar under färd medan Stridsvagn 103 fortfarande tvingades stanna och vända sig mot målet. Att kanonen låg inne i chassit gjorde det svårt att uppgradera den till en kraftigare kaliber när detta började bli påkallat, och införandet av pilprojektiler under 1980-talet minskade skyddsvärdet hos vagnens flacka profil. Även om vagnen hade flera finesser och god prestanda för sin tid när den först togs i bruk, blev den gradvis förbisprungen av teknikutvecklingen.
Kostnaderna för projektet var 665 miljoner kronor varav 120 miljoner kronor i utvecklingskostnader, vilket gav ett styckpris på 2,29 miljoner kronor per vagn. Detta var ca 1 miljon kronor mer än vad Bundeswehr betalade för den första serien Leopard 1, 1964.

### Besättning
Strv 103 hade tre mans besättning: vagnchef, skytt/förare och bakåtförare. Både vagnchef och skytt/förare kunde skjuta med och köra vagnen, medan bakåtföraren skötte radiopassningen. För att minska tiden från målupptäckt till skott kunde vagnchefen låta skytt/föraren köra vagnen, medan han med hjälp av sin vridbara vagnchefshuv spanade efter mål att bekämpa. Så fort vagnchefen identifierat ett mål tog han över kommandot, riktade in vagnen och sköt, varefter han lämnade tillbaka kommandot till föraren.

### Kanon

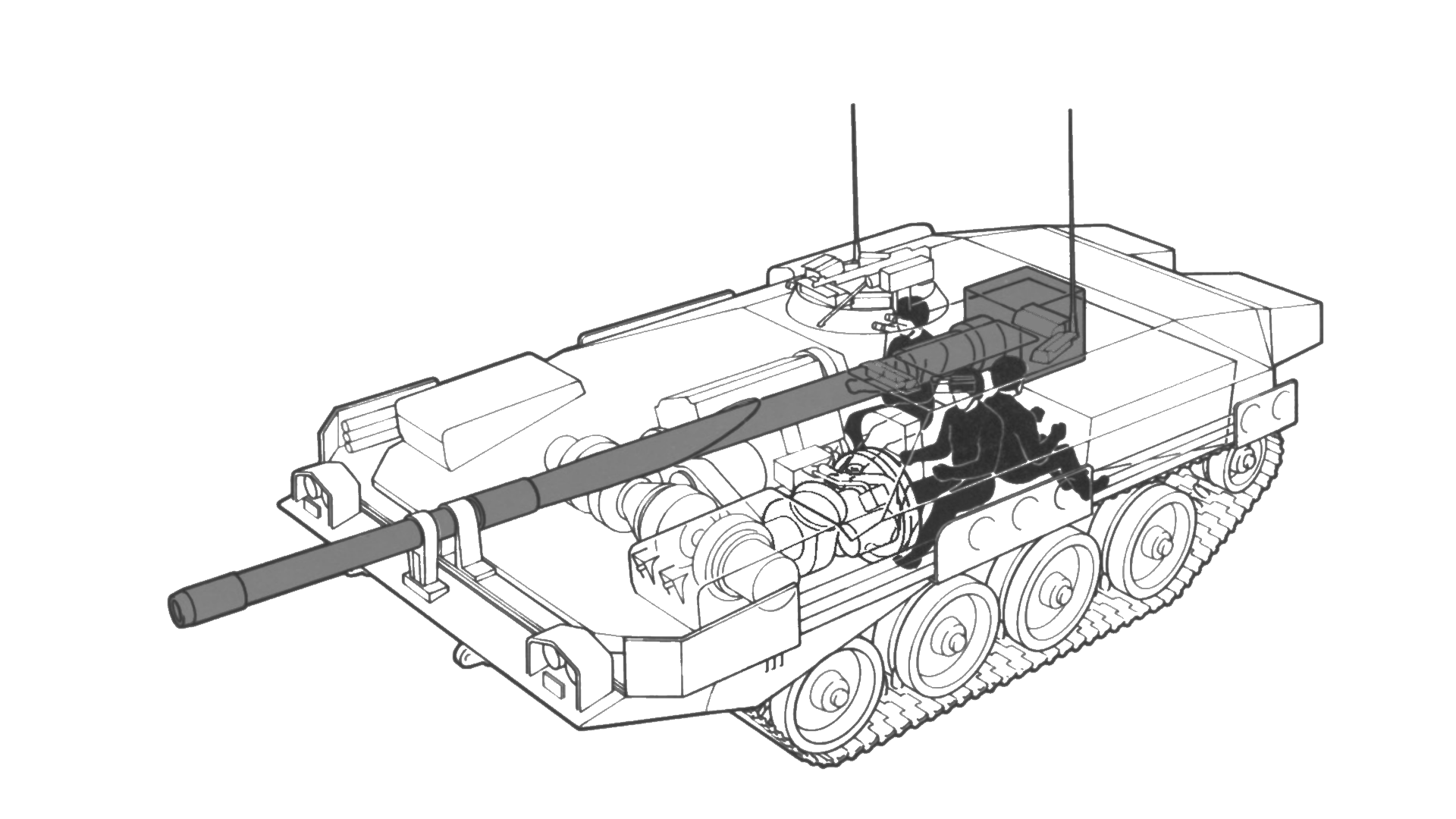
10,5 cm kanon strv 103

Huvudbeväpning på stridsvagn 103 utgjordes av en 10,5 cm räfflad automatkanon med L/62 kaliberlängd. Armébeteckning var 10,5 cm kanon strv 103. Kanonen utvecklades av Bofors och var utformad för att skjuta samma patron (105 × 617 mm) som användes av den brittiska Royal Ordnance L7-kanonen (armébeteckning 10,5 cm kan strv 101 och 102) som satt i stridsvagn 101 och 102. Kanonens rekylbromsar understöddes även av bandhydrauliken, vilken hjälpte till att återföra eldröret till dess exakta läge det hade precis innan avfyrningen. 

#### Laddautomat
Trots sin kaliber var kanonen helautomatisk med en integrerad laddautomat, vilket klassar vapnet som en automatkanon. Vapnets maximala eldhastighet var 24 skott per minut, eller 2,5 sekunder mellan skott. Den praktiska eldhastigheten var dock något lägre då skytten, beroende på omständigheterna, behövde lokalisera målet igen efter skott på grund av bland annat dammuppkast från föregående skott. Enligt ett dokument från Krigsarkivet var den praktiska eldhastigheten ca 13,5 skott per minut, eller 4,5 sekunder mellan skott. Vid behov kunde man dock avge automateld genom att hålla avfyrning- och laddknapp intryckta.
Laddautomaten var belägen omedelbart efter den uppåtgående kilen på kanonens bakstycke. Centralt på vagnens övre bakpansar fanns en liten lucka för utkast av tomhylsor. Centralt på vagnens lägre bakpansar fanns även en lucka för att ta ut patroner som laddats men inte avfyrats. 

#### Magasin
Kanonen hade två helautomatiska magasin längst bak i vagnen, åtkomliga utifrån genom luckor under utrustningslådorna. Det högra automatmagasinet hade plats för 25 patroner medan det vänstra hade plats för 20 patroner. Vardera automatmagasin kunde enbart föra en typ av projektil åt gången, vilket normalt betydde att det ena innehöll spränggranater medan det andra innehöll pansarprojektiler. Skytt och vagnchef kunde från styrdonet elektroniskt välja vilket magasinen laddautomaten skulle använda. Det fanns även ett manuellt magasin med fem patroner för andra ändamål, vanligtvis rökgranater. Det manuella magasinet sköttes av bakåtföraren. Omladdning av samtliga magasin tog runt 10 minuter, vilket är drygt en tredjedel av tiden det tog att göra detsamma med en strv 101/102.

#### Ammunition
Nedan tabell redovisar de ammunitionstyper som kunde användas i Stridsvagn 103: Vissa projektiltyper som annars fanns tillgängliga till stridsvagn 101 och 102 kunde ej användas på stridsvagn 103 då de var för långa för att passa laddautomaten.
| Uppdelning                                                | Full beteckning | Förkortning                                                                                 | Typ                         | Ursprung                                                                                     | Källa  |
| --------------------------------------------------------- | --- | ------------------------------------------------------------------------------------------- | --------------------------- | -------------------------------------------------------------------------------------------- | ------ |
| - Patron - Tändskruv - Drivladdning - Projektil - Tändrör | - 10,5 cm skarp patron m/612 - eltändskruv m/501 - laddning m/612 - 10,5 cm spårljusspränggranat m/61A - ögonblickligt/fördröjt högkänsligt spetsanslagsrör m/61C   | - 10,5 cm sk ptr m/612 - eltsk m/501 - lng m/612 - 10,5 cm slsgr m/61A - öf hk sar m/61C    | spränggranat                | Sverige                                                                                      | [ 16 ] |
| - Patron - Tändskruv - Drivladdning - Projektil - Tändrör | - 10,5 cm skarp patron m/612 - eltändskruv m/501 - laddning m/612B - 10,5 cm spårljusövningsgranat m/61B - ögonblickligt/fördröjt högkänsligt spetsanslagsrör m/61C | - 10,5 cm sk ptr m/612 - eltsk m/501 - lng m/612B - 10,5 cm slövngr m/61B - öf hk sar m/61C | övningsgranat               | Sverige                                                                                      | [ 16 ] |
| - Patron - Tändskruv - Drivladdning - Projektil - Tändrör | - 10,5 cm skarp patron m/613 - eltändskruv m/63 - rökladdning m/61 - 10,5 cm rökgranat m/61 - spetstidsrör m/53                                                     | - 10,5 cm sk ptr m/613 - eltsk m/63 - röklng m/61 - 10,5 cm rökgr m/61 - stidr m/53         | rökgranat                   | Storbritannien                                                                               | [ 16 ] |
| - Patron - Tändskruv - Drivladdning - Projektil           | - 10,5 cm skarp patron m/61 - eltändskruv m/62, alternativt m/66 - pansarvärnsladdning m/61 - 60 mm spårljuspansarprojektil m/61                                    | - 10,5 cm sk ptr m/61 - eltsk m/62 (m/66) - pvlng m/61 - 60 mm slpprj m/61                  | underkalibrig kärnprojektil | L28A1 APDS-T Storbritannien                                                                  | [ 16 ] |
| - Patron - Tändskruv - Drivladdning - Projektil           | - 10,5 cm skarp patron m/61 - eltändskruv m/62, alternativt m/66 - pansarvärnsladdning m/62 slitskydd - 57 mm spårljuspansarprojektil m/62                          | - 10,5 cm sk ptr m/61 - eltsk m/62 (m/66) - pvlng m/62 slitskydd - 57 mm slpprj m/62        | underkalibrig kärnprojektil | Sverige                                                                                      | [ 16 ] |
| - Patron - Tändskruv - Drivladdning - Projektil           | - 10,5 cm skarp patron m/61 - eltändskruv m/62, alternativt m/66 - pansarvärnsladdning m/66 - 61 mm spårljuspansarprojektil m/66                                    | - 10,5 cm sk ptr m/61 - eltsk m/62 (m/66) - pvlng m/66 - 61 mm slpprj m/66                  | underkalibrig kärnprojektil | L52A1 APDS-T Storbritannien                                                                  | [ 16 ] |
| - Patron - Tändskruv - Drivladdning - Projektil           | - 10,5 cm skarp patron m/61 - eltändskruv m/80 - pansarvärnsladdning m/80 slitskydd - 33 mm spårljuspansarprojektil m/80                                            | - 10,5 cm sk ptr m/61 - eltsk m/80 - pvlng m/80 slitskydd - 33 mm slpprj m/80               | pilprojektil                | M111 APFSDS-T Israel                                                                         | [ 16 ] |
| - Patron - Tändskruv - Drivladdning - Projektil           | - 10,5 cm skarp patron m/61 - eltändskruv (hemlig) - pansarvärnsladdning (hemlig) - 24 mm spårljuspansarprojektil m/90S                                             | - 10,5 cm sk ptr m/61 - eltsk (hemlig) - pvlng (hemlig) - 24 mm slpprj m/90S                | pilprojektil                | M426 APFSDS-T (Pilen nedsänkt något från original för att passa i magasinen) Israel/ Sverige | [ 16 ] |
| - Patron - Tändskruv - Drivladdning - Projektil           | - 10,5 cm skarp patron m/614 - eltändskruv m/501 - pansarvärnsladdning m/82 - 50 mm spårljusövningsprojektil m/80                                                   | - 10,5 cm sk ptr m/614 - eltsk m/501 - pvlng m/82 - 50 mm slövnprj m/80                     | övningsprojektil            |                                                                                              | [ 16 ] |
| - Patron - Tändskruv - Drivladdning - Projektil           | - 10,5 cm skarp patron m/61 - eltändskruv m/501 - pansarvärnsladdning m/62 slitskydd - spårljusövningsprojektil m/67 utan huv                                       | - 10,5 cm sk ptr m/61 - eltsk m/501 - pvlng m/62 slitskydd - slövnprj m/67 utan huv         | övningsprojektil            | Sverige                                                                                      | [ 16 ] |
| - Patron - Tändskruv - Drivladdning - Projektil           | - 10,5 cm skarp patron m/61 - eltändskruv m/62, alternativt m/66 - pansarvärnsladdning m/62 slitskydd - spårljusövningsprojektil m/67 med huv                       | - 10,5 cm sk ptr m/61 - eltsk m/62 (m/66) - pvlng m/62 slitskydd - slövnprj m/67 med huv    | övningsprojektil            | Sverige                                                                                      | [ 16 ] |

### Kulsprutor
Parallellt med huvudbeväpningen fanns två st 7,62 mm kulsprutor av typen ksp 58 strv monterade i en låda på frontpansaret framtill på vänster sida av vagnen, vardera med 500 skott. Kulsprutorna avfyrades en i taget växelvis, men var inte skottställda sinsemellan. Reglage fanns för att spänna mekanismen inifrån, men eldavbrott som inte kunde lösas med denna åtgärd fordrade att någon klättrade ur vagnen och öppnade lådan.
På vagnchefens observationshuv fanns ytterligare en Ksp 58. Denna kunde manövreras runt om inifrån med stängd lucka genom att bland annat rotera huven. Vagnchefens kulspruta var stabiliserad i sidled men manuell inställning i höjdled var nödvändig.

### Rök- & lysgranater
Utöver kanon och kulsprutor var vagnen även utrustad med rökkastare, vilka kunde utlösas av vagnchefen. Vid REMO (Renovering och modifiering) till strv 103C utrustades vagnen även med Lyran-lyskastare.

### Pansarskydd
Fronten bestod av en 40 mm tjock pansarsköld försedd med luckor i samma tjocklek för att komma åt motorerna. Även taket hade en tjocklek av 40 mm. Sidorna hade en tjocklek av enbart 20 mm men var förstärkta med interna bränsletankar för extra skydd mot riktad sprängverkan. Fronten var även försedd med 30 mm höga, 40 mm djupa pansarflänsar kallade revben som ökade det frontala skyddet. På grund av frontens extrema lutning (så kallat sluttande pansar) var vagnen ogenomtränglig frontalt mot många av dåtidens projektiltyper, då dessa antingen gled av eller saknade genomslagsförmågan att slå igenom. genom att absorbera mycket av den kinetiska energin från inkommande projektiler. Vid mobilisering så fick vagnen även tillgång till den hemliga gallerskärmen Tillsatsutrustning 2930, vilket bestod av stålstänger med 30 mm i diameter som skulle monteras i framkanten av frontpansaret. För C-versionen utgjorde dieselfyllda jeepdunkar kjolpansar på sidorna av vagnen som extra skydd mot pansarspränggranater.
När 103:an togs i bruk var skyddet ypperligt, men även här gick utvecklingen förbi: vid skjutprov utförda 1991 gick de inlånade T-72:ornas pilprojektiler obevekligen rakt igenom målet, en 103:a med monterat skyddsgaller.

## Versioner

### Provvagn S1 och S2

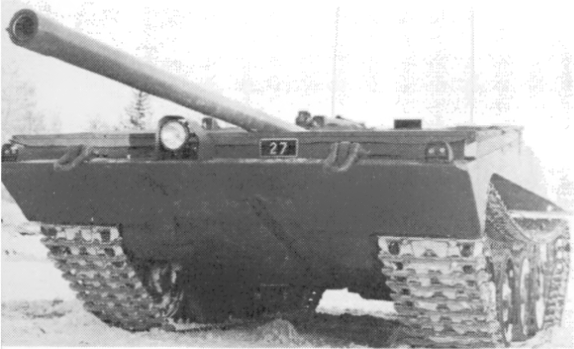
Stridsvagn S2 A.

Prototypserie (Bofors VK 105 X 59) – 2 levererade 1961 – provades i flera utföranden:
- Stridsvagn S1 A – skjutrigg med elmotor ombord för styrning, beväpnad med en 105 mm kanon och 20 mm automatkanon m/45 i pansrad vapenhuv
- Stridsvagn S1 B – körrigg
- Stridsvagn S1 C – körrigg, samma som S2 B
- Stridsvagn S2 A – körrigg
- Stridsvagn S2 B – körrigg, samma som S1 C

### Stridsvagn 103-0

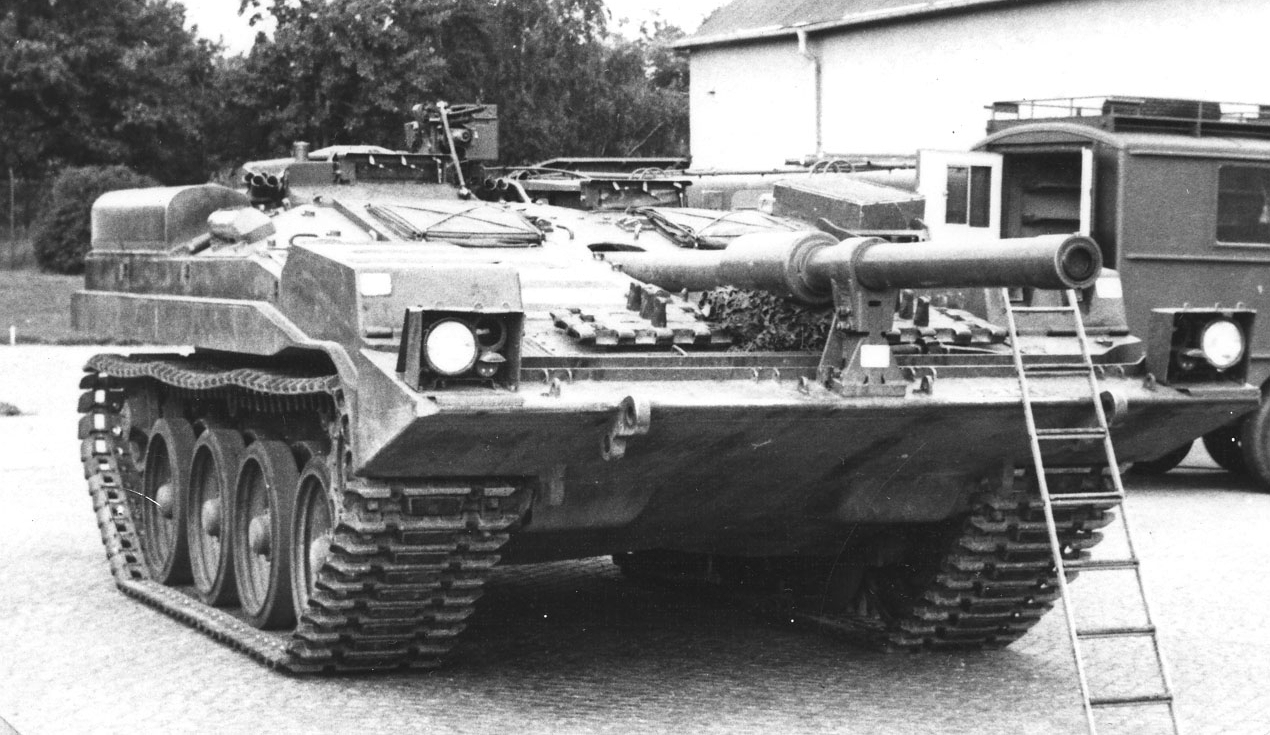
Stridsvagn 103-0 (notera avsaknad av pansarflänsar).

Förserie (Bofors VK 105 S 60) – 10 vagnar – för fältutprovning (även kallad "nollserien"). Till stor del lika stridsvagn 103A men utan pansarflänsar med mera. Från början försedda med samma observationshuv som den på Pansarbandvagn 301, minus 20 mm akan. Vagnarna användes för många olika tester och modifierades med olika funktioner med tiden. Vissa vagnar fick samma huv som stridsvagn 103A, vissa fick flytutrustning, vissa fick schaktblad, etc.

### Stridsvagn 103A

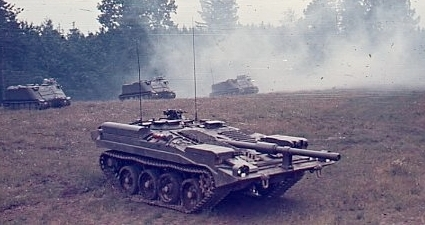
Stridsvagn 103A (notera avsaknad av flytutrustning).

Första serieutförande (Bofors VK 105 S 64-2 A) – 80 vagnar levererade 1967–1969 – med 300 hk gasturbinmotor. Flytutrustning ej ännu monterad.

### Stridsvagn 103B

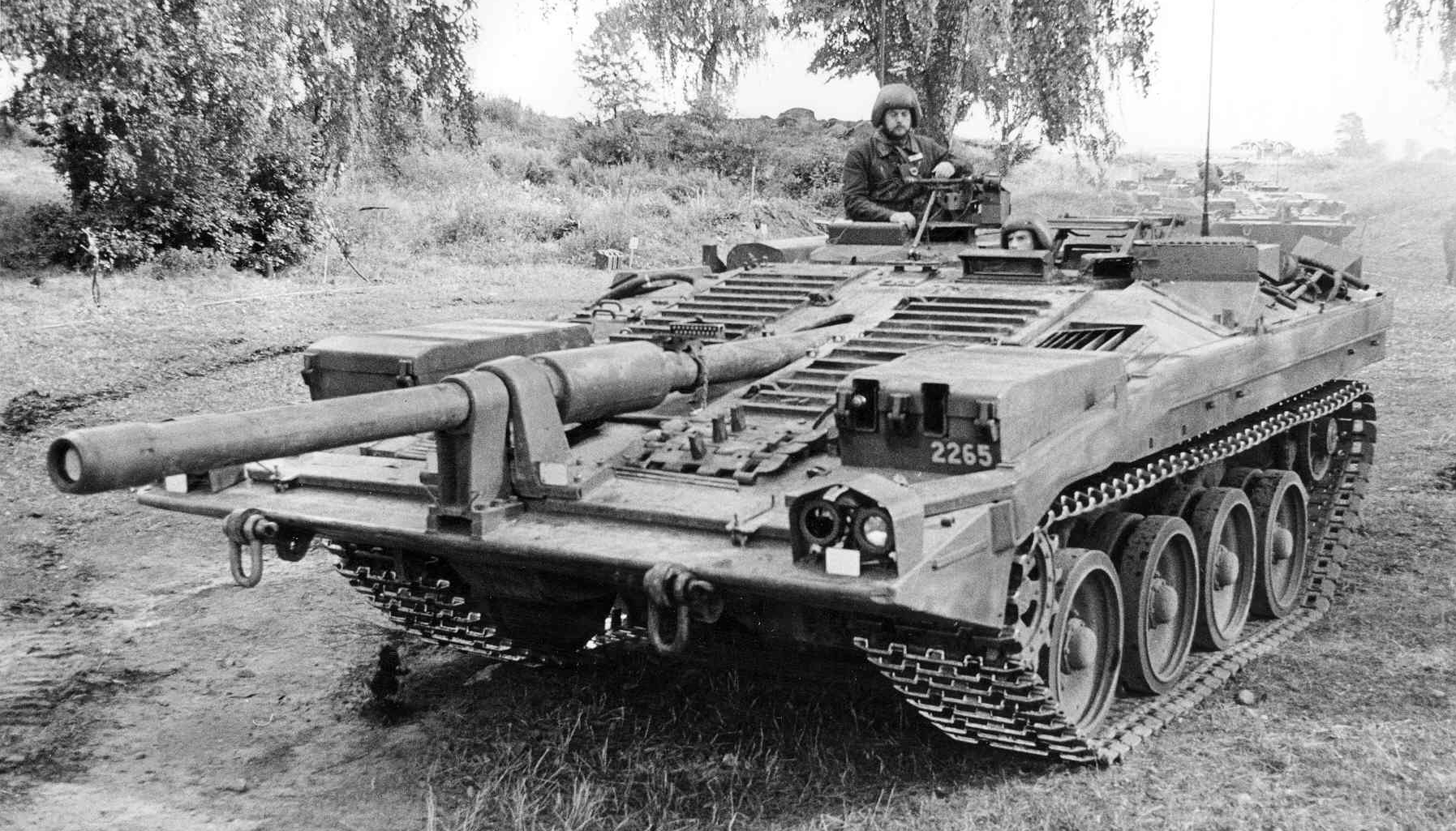
Stridsvagn 103B (notera monterad flytutrustning samt IR-strålkastare).

Andra serieutförande – 210 vagnar levererade 1970–1971 – med 490 hk gasturbinmotor. Parallellt modifierades A-modellen om till B-standard.
Flytutrustning monterades strax efter leverans och IR-strålkastare togs bort kort inpå tjänsteperioden.

### Stridsvagn 103C

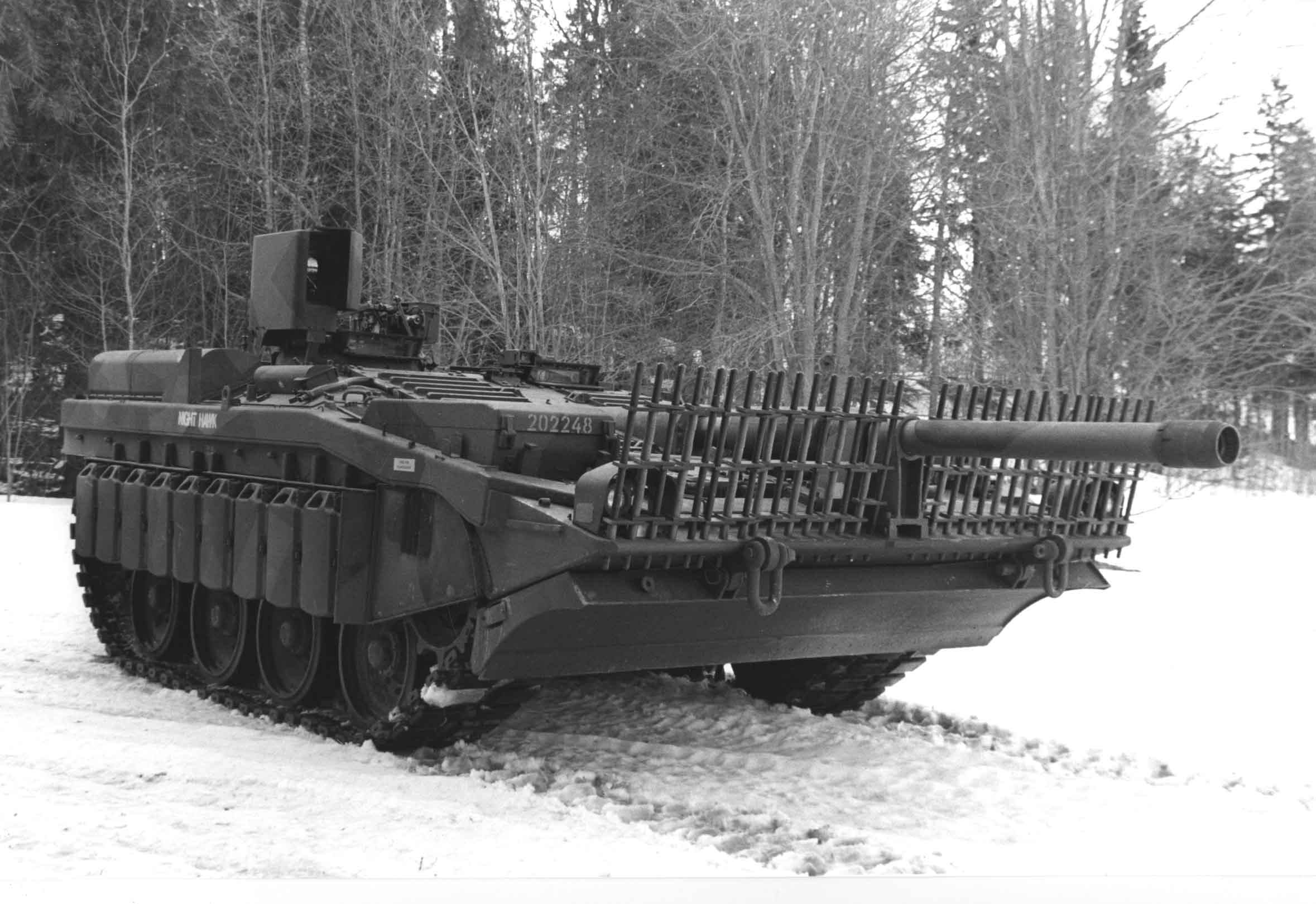
Stridsvagn 103D med IR-sikte (försök).

Vid försvarsbeslutet 1982 beslutades att det skulle väntas med inköp av en ny stridsvagn till 1990-talet, varpå modifiering av de befintliga vagnarna blev nödvändig. Renoveringen och modifieringen av strv 103 innebar bland annat förbättringar på följande punkter: 
- Laseravståndsmätare integrerad med skyttens sikte
- Ny kolvmotor från Detroit Diesel
- Delvis ny växellåda

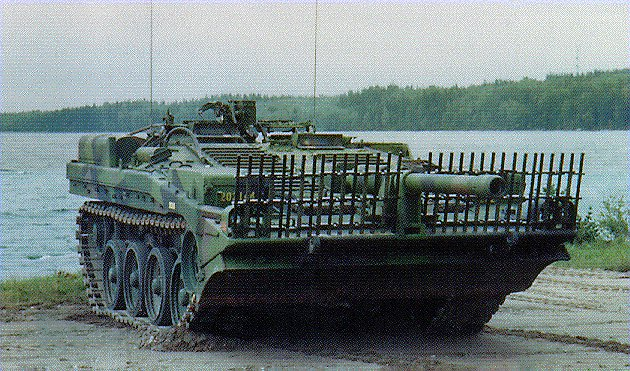
STRV 103C med tilläggsskydd

- STRV 103C med tilläggsskyddMöjlighet till kjolpansar bestående av dieselfyllda jeepdunkar
- Lyskastare
- Schaktblad till samtliga vagnar

Samtliga ombyggda 103B togs i bruk 1986-1988 under beteckning strv 103C.

### Stridsvagn 103D
D-versionen var en prototyp för vidareutveckling av 103C om armén inte skulle tillföras Strv Ny.
- Ny gasturbin
- NBC-filter
- Mjukare gång
- Stabilisering i höjdled för vagnchefens kulspruta
- Passiv IR för observation och skjutning
- Bildförstärkarkamera för körning i mörker
- Kalkylator för ballistisk beräkningar för skjutning mot rörliga mål
- Utvecklat skydd i framförallt den frontala sektorn

### Minvält 103C

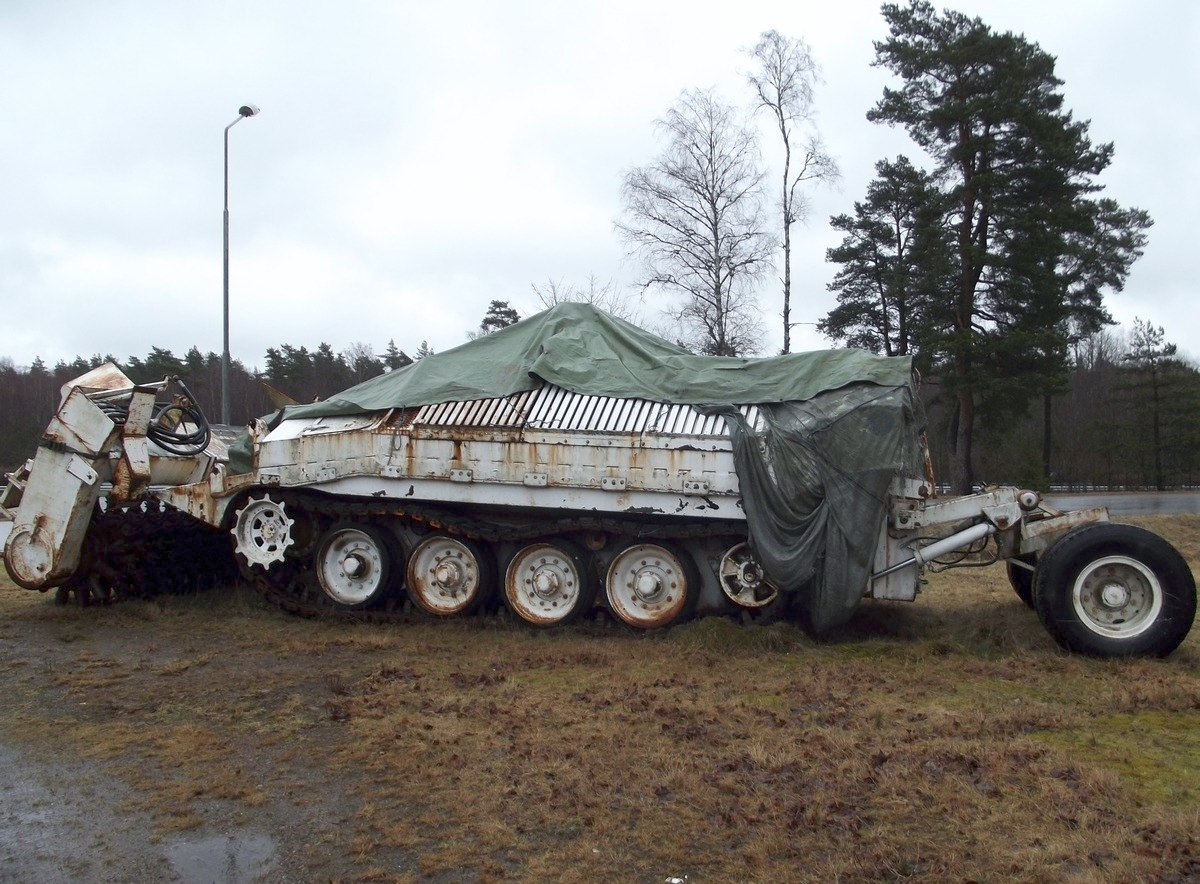
MV 103C Deminer.

MV 103C Deminer var ett projekt som syftade till att ta fram en minröjningsvagn med mintröska baserad på stridsvagn 103C. Projektet lades ner 1997.

## Galleri

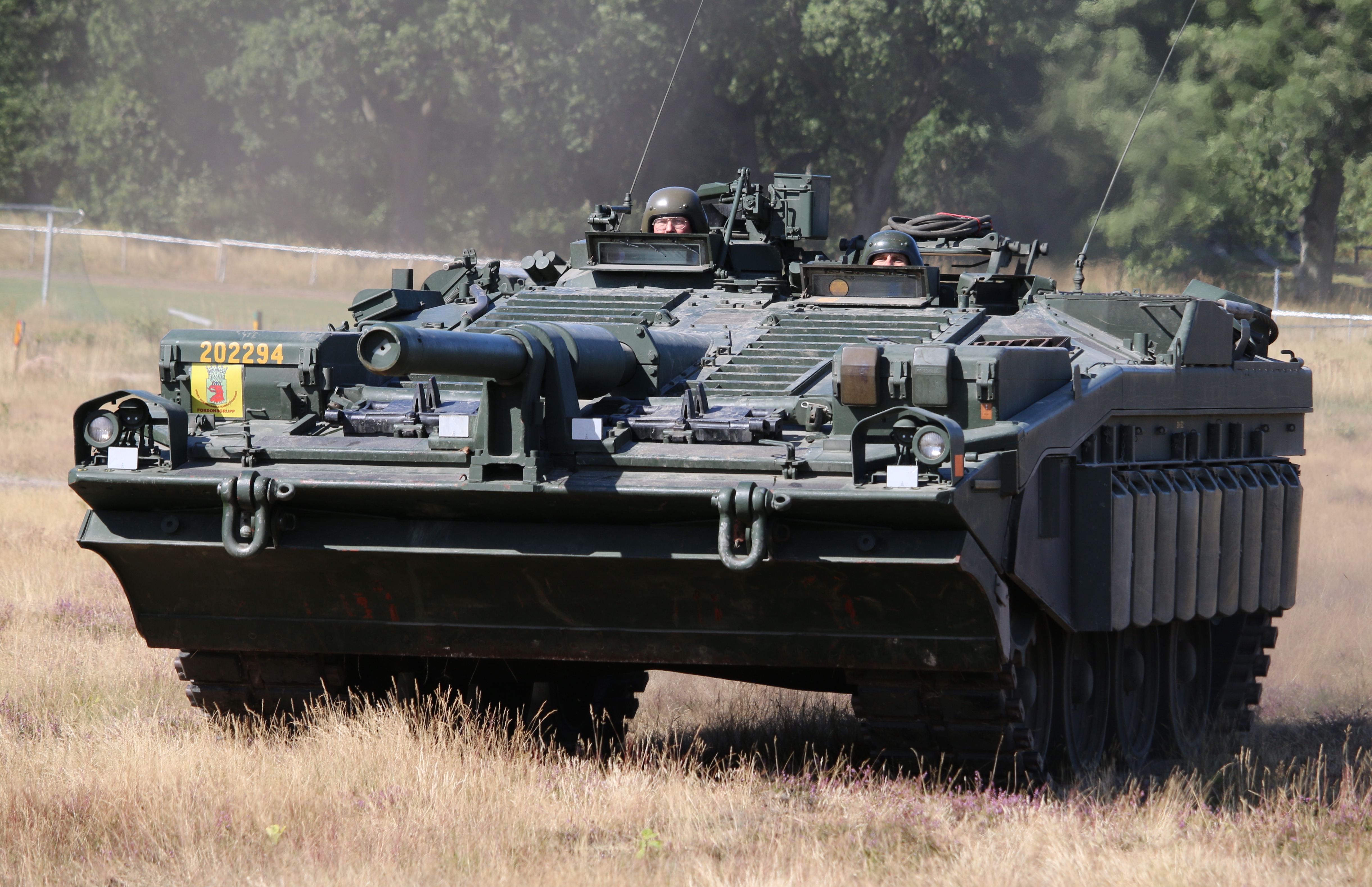
Stridsvagn 103 vid Revingehed 2015.
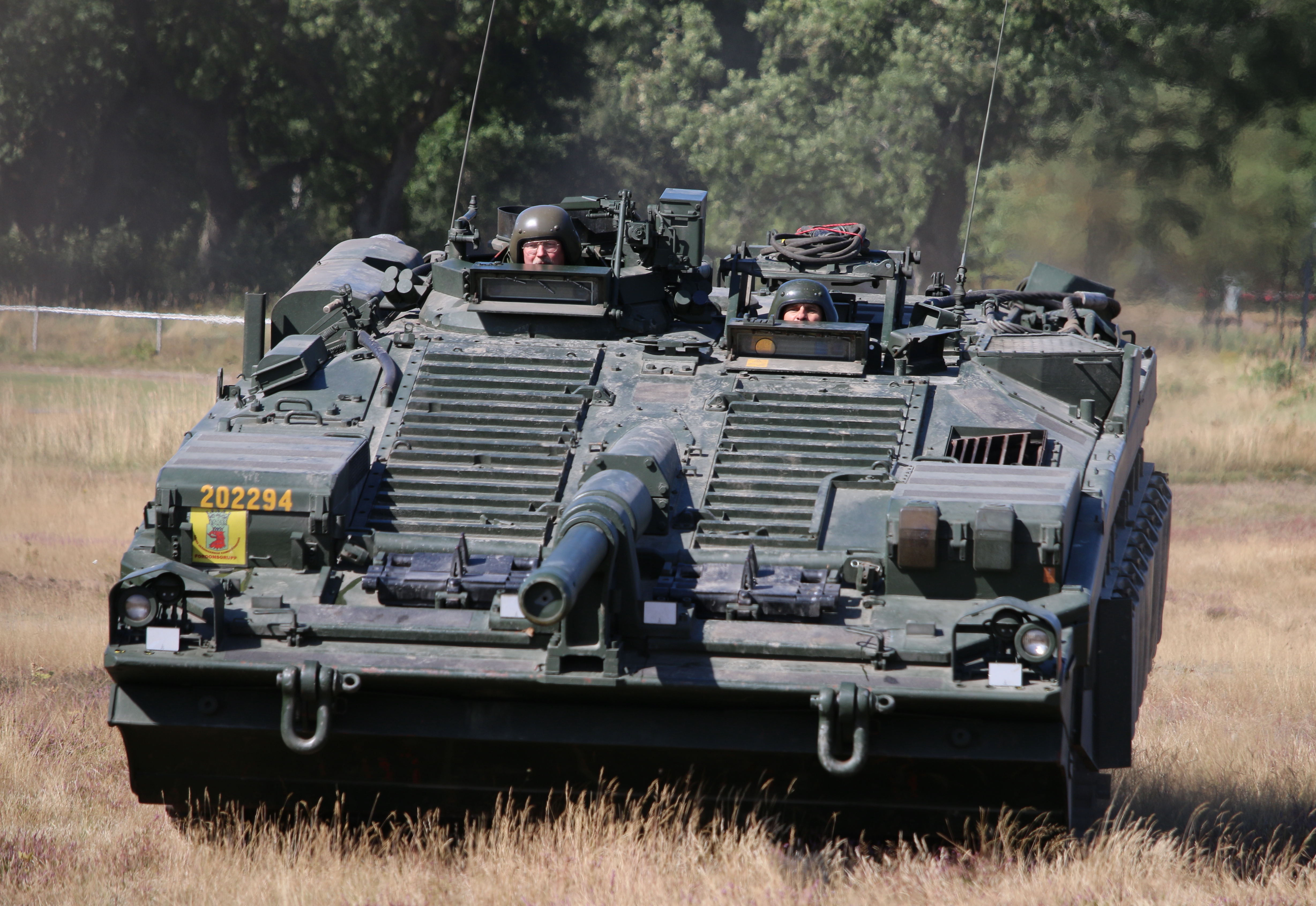
Stridsvagn 103 vid Revingehed 2015.
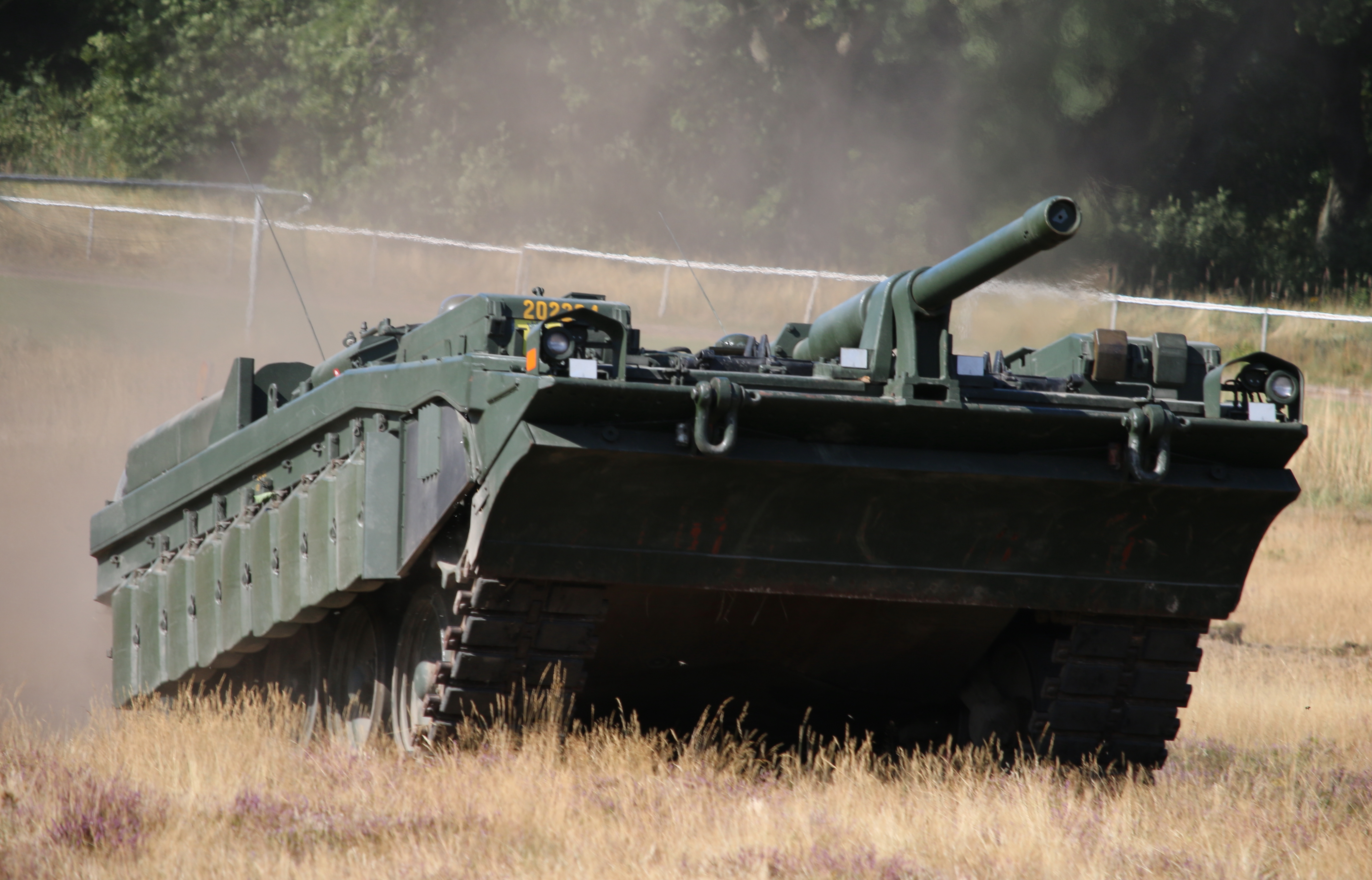
Stridsvagn 103 vid Revingehed 2015.
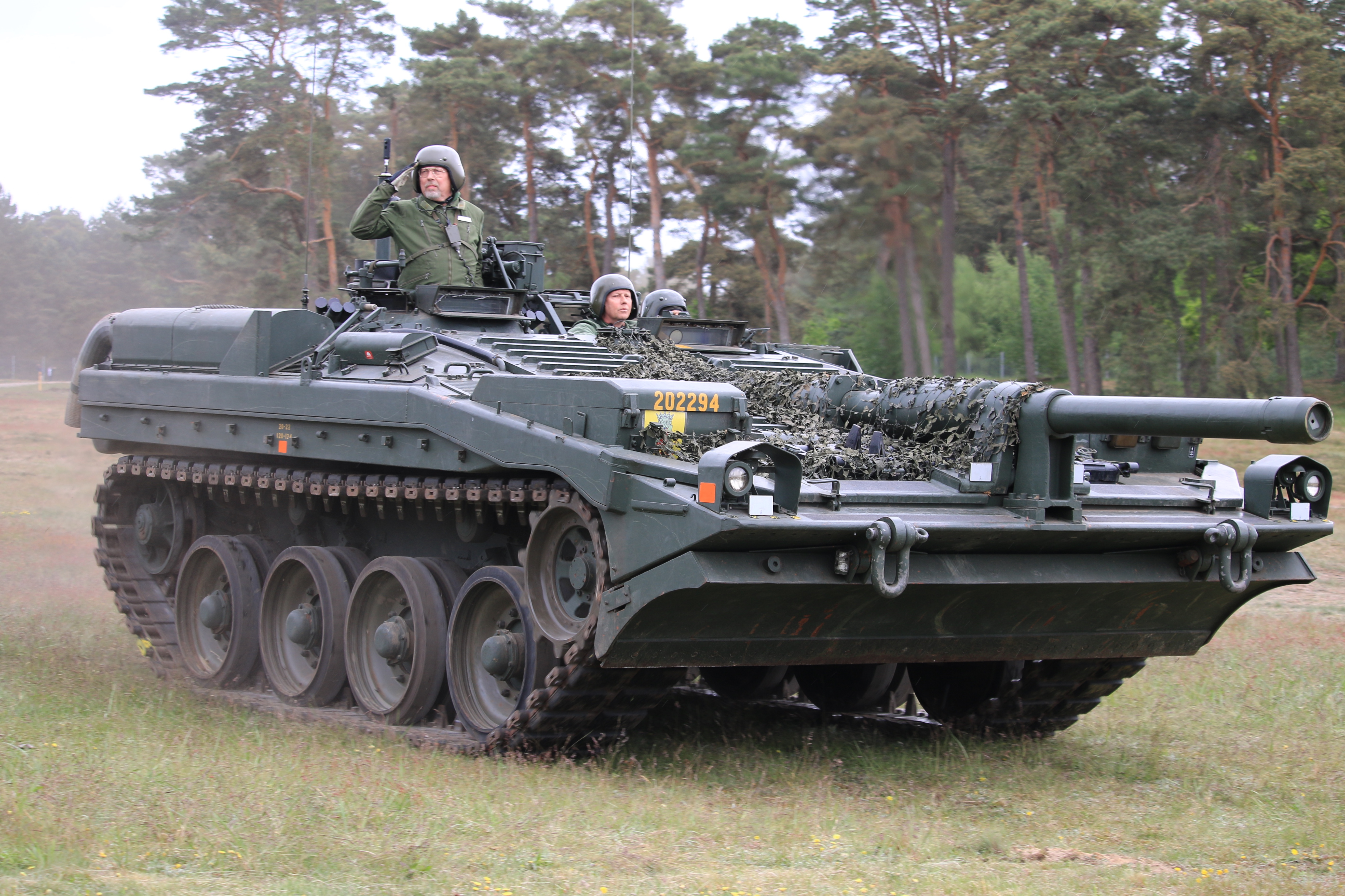
Strv 103C utan dieselskydd vid Revingehed 2019.
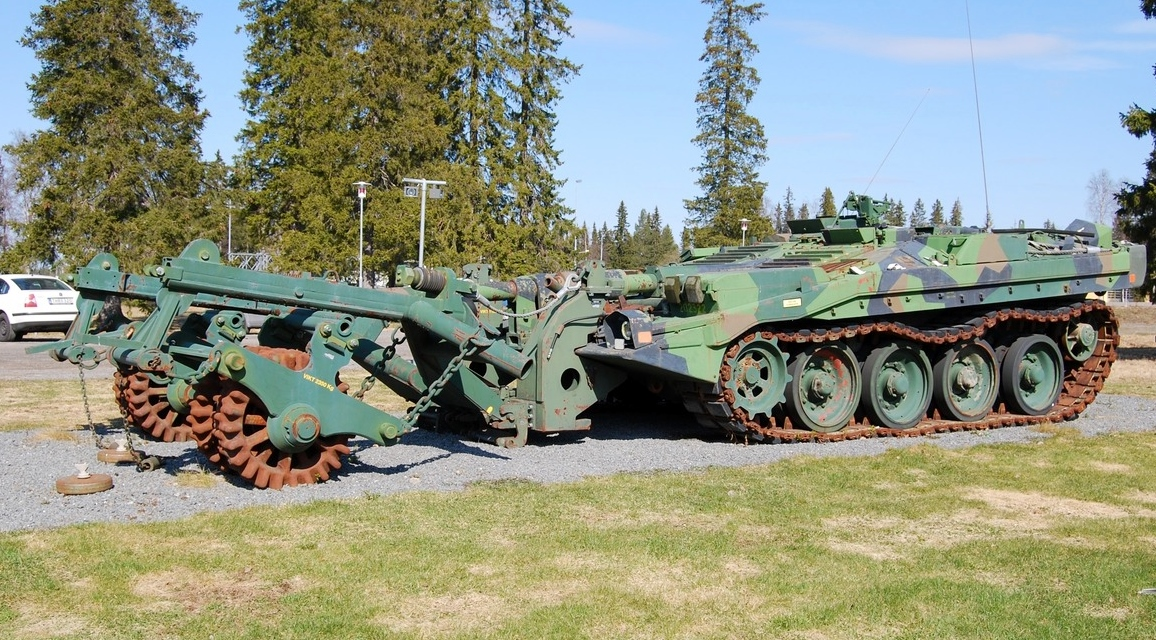
Strv 103C med minvältsaggregat monterat.